# Carsten Jancker
Carsten Jancker (født 28. august 1974 i Grevesmühlen, Østtyskland) er en tidligere tysk fodboldspiller, der spillede som angriber senest i den østrigske Bundesliga-klub SV Mattersburg. Han har tidligere spillet for de tyske Bundesliga-klubber 1. FC Köln, FC Bayern München og 1. FC Kaiserslautern, Rapid Wien i Østrig, italienske Udinese Calcio samt den kinesiske ligaklub Shanghai Shenhua. 
Bedst husket er Jancker for sine seks sæsoner i Bayern München, hvor han vandt fire tyske mesterskaber, to DFB-Pokal-titler, samt Champions League og Intercontinental Cup i 2001. Udover titlerne i Bayern blev han også østrigsk mester med Rapid Wien i 1996.

## Landshold
Jancker spillede 33 kampe og scorede ti mål for Tysklands landshold, som han debuterede for i oktober 1998 i en kamp mod Moldova. Han var en del af den tyske trup til både EM i 2000 i Belgien og Holland, samt til VM i 2002 i Sydkorea og Japan, hvor tyskerne vandt sølv.

## Titler
Østrigsk Bundesliga
- 1996 med Rapid Wien

Tysk Bundesliga
- 1997, 1999, 2000 og 2001 med Bayern München

DFB-Pokal
- 1998 og 2000 med Bayern München

Champions League
- 2001 med Bayern München

Intercontinental Cup
- 2001 med Bayern München